# Trichopsychoda
Trichopsychoda is een muggengeslacht uit de familie van de motmuggen (Psychodidae).

## Soorten
- T. hirtella (Tonnoir, 1919)
- T. insulicola (Quate, 1954)